# Cantone di Le Parcq
Il Cantone di Le Parcq era una divisione amministrativa dell'arrondissement di Montreuil. Ha fatto parte fino al 1º gennaio 2007 dell'arrondissement di Arras.
È stato soppresso a seguito della riforma complessiva dei cantoni del 2014, che è entrata in vigore con le elezioni dipartimentali del 2015.
Comprendeva i comuni di:
- Auchy-lès-Hesdin
- Azincourt
- Béalencourt
- Blangy-sur-Ternoise
- Blingel
- Éclimeux
- Fillièvres
- Fresnoy
- Galametz
- Grigny
- Incourt
- Maisoncelle
- Neulette
- Noyelles-lès-Humières
- Le Parcq
- Le Quesnoy-en-Artois
- Rollancourt
- Saint-Georges
- Tramecourt
- Vacqueriette-Erquières
- Vieil-Hesdin
- Wail
- Wamin
- Willeman